# Долно Кърчища
Вижте пояснителната страница за други значения на Кърчища.
Долно Кърчища (на албански: Kërçisht i Poshtëm или Kërçishti i Poshtëm) е село в Република Албания, община Дебър, административна област Дебър.

## География
Селото е разположено в историкогеографската област Поле в западното подножие на планината Дешат.

## История

### В Османската империя
Според османско преброяване от 1467 година в Долна Керчищ има 13 домакинства.
В XIX век Долно Кърчища е смесено българо-торбешко село в Дебърска каза на Османската империя. В „Етнография на вилаетите Адрианопол, Монастир и Салоника“, издадена в Константинопол в 1878 година и отразяваща статистиката на населението от 1873 година Долно Кърчища (Dolno Kartchichta) е посочено като село с 80 домакинства със 76 жители българи и 140 жители помаци. Според статистиката на Васил Кънчов („Македония. Етнография и статистика“) в Долно Корчища живеят 200 души българи мохамедани.
На Етнографската карта на Битолския вилает на Картографския институт в София от 1901 година Долно Кърчища е чисто албанско село в Дебърската каза на Дебърския санджак с 58 къщи.
По данни на Българската екзархия в края на XIX век в Кърчища (Горно и Долно) има 45 православни къщи с 245 души жители българи. По данни на секретаря на екзархията Димитър Мишев („La Macédoine et sa Population Chrétienne“) в 1905 година в Кърчища (Kirtchichta) има 328 българи екзархисти и в селото функционира българско училище.
В началото на XX век селото страда силно от зулумите на албанската фамилия Демовци, начело с Шакир Дема. Демовци се заселват в Кърчища около 1870 година, като със сила завземат имота на Закир ефенди, който бяга в Скопие, и на черковно място в центъра на селото построяват кула, като започват да тероризират местното население.
Според статистика на вестник „Дебърски глас“ в 1911 година в Кърчища има 34 български екзархийски къщи.
При избухването на Балканската война в 1912 година 40 души от Кърчища са доброволци в Македоно-одринското опълчение.

### В Албания
След войната в 1913 година селото попада в новосъздадена Албания.
В 1915 година, по време на Първата световна война, селото е анексирано от Царство България. Към 1 март 1916 година Долно Кърчища е част от Кърчищката община на българската Дебърска околия.
През Първата световна война австро-унгарските военни власти провеждат преброяване в 1916 – 1918 година в окупираните от тях части на Албания и Долно Кърчища е регистрирано като село с 314 албански жители, всички мюсюлмани. Езиковедите Клаус Щайнке и Джелал Юли смятат резултатите от преброяването за точни.
В рапорт на Сребрен Поппетров, главен инспектор-организатор на църковно-училищното дело на българите в Албания, от 1930 година Долно Кърчища е отбелязано като вече напълно албанизирано село с 60 мюсюлмански къщи.
В началото на XXI век езиковедите Клаус Щайнке и Джелал Юли провеждат теренно изследване сред описваните в литературата в миналото като славяноговорещи селища в Албания. Те констатират, че за разлика от Голо бърдо, в община Макелари няма славяноговорещи мюсюлмани.
До 2015 година селото е част от община Макелари.

## Личности
Родени в Кърчища
- Аврам Попов (1864 – ?), македоно-одрински опълченец, зидар, 3 рота на 1 дебърска дружина, ранен[13]
- Алекса Ангелов, македоно-одрински опълченец, 21-годишен, майстор, ІІ клас, 1 рота на 1 дебърска дружина, носител на орден „За храброст“[14]
- Ангел Петков (1887 – 1913), македоно-одрински опълченец, столар, 3 рота на 1 дебърска дружина, починал от болест на 10 август 1913 година[15]
- Андон (Доне) Василев, македоно-одрински опълченец, 3 рота на 1 дебърска дружина[16]
- Арсо Тасев (1878 – ?), македоно-одрински опълченец, зидар, 3 рота на 1 дебърска дружина[17]
- Атанас Вълчев (Танче, 1872 – ?), македоно-одрински опълченец, зидар, 3 рота на 1 дебърска дружина[18]
- Вельо Петков (Велю) Мерджанов (1892 – 30 януари 1943), македоно-одрински опълченец, ученик, 3 рота на 1 дебърска дружина[19][20]
- Георги К. Хаджиевски (Гьорче Хаджиовски, Хаджиов, 1873 – ?), македоно-одрински опълченец, предприемач, Нестроева рота на 1 дебърска дружина[21]
- Георги Милошев (Георче Милошов, 1892 – ?), македоно-одрински опълченец, предприемач, Нестроева рота на 1 дебърска дружина[22]
- Григор Йосифов (1887 – ?), македоно-одрински опълченец, зидар, 3 рота на 1 дебърска дружина, носител на бронзов медал[23]
- Григор Ф. Попов (1872 – ?), македоно-одрински опълченец, предприемач дюлгер, Нестроева рота на 1 дебърска дружина[24]
- Димитър Георгиев (Митре, 1882 – ?), македоно-одрински опълченец, зидар, 3 рота на 1 дебърска дружина[25]
- Евтим Спасов (1891 – ?), македоно-одрински опълченец, зидар, 3 рота на 1 дебърска дружина, ранен, носител на кръст „За храброст“ IV степен[26]
- Зафир Илиев (1895 – ?), македоно-одрински опълченец, зидар, 3 рота на 1 дебърска дружина[27]
- Иван Исаков (1872 – ?), македоно-одрински опълченец, зидар, 3 рота на 1 дебърска дружина[28]
- Иван Калев (Калчев, 1872 – ?), македоно-одрински опълченец, зидар, 3 рота на 1 дебърска дружина[29]
- Илия Иванов (1882 – ?), македоно-одрински опълченец, майстор, 5 рота на 1 дебърска дружина[30]
- Кирил Цветков (1875 – ?), македоно-одрински опълченец, 1 рота на 6 охридска дружина[31]
- Кочо Ангелов, македоно-одрински опълченец, зидар, основно образование, 3 рота на 1 дебърска дружина[32]
- Кръсте Филипов (Кърсте, Кръсто, 1890 – ?), македоно-одрински опълченец, дърводелец, 3 рота на 1 дебърска дружина[33]
- Кузман П. Хаджиовски (Хаджиевски, 1868 – ?), македоно-одрински опълченец, работник, жител на Русе, Нестроева рота на 9 велешка дружина[34]
- Лазар Божинов (1876 – ?), македоно-одрински опълченец, зидар, 3 рота на 1 дебърска дружина, ранен, носител на кръст „За храброст“ IV степен[35]
- Мирче Алексов, македоно-одрински опълченец, 40-годишен, дюлгер, грамотен, 1 дебърска дружина[36]
- Михаил Велев (Михал Велов, 1883 – ?), македоно-одрински опълченец, зидар, 3 рота на 1 дебърска дружина, носител на кръст „За храброст“ IV степен[37]
- Нестор Лазаров Блажев (1888 – 1955), македоно-одрински опълченец, предприемач, 5 рота на 1 дебърска дружина, Инженерно-техническа част,[38] починал в София[39]
- Пандил Кръстев (Пандо Кръстов, 1893 – ?), македоно-одрински опълченец, зидар, 3 рота на 1 дебърска дружина, носител на кръст „За храброст“ IV степен[40]
- Петко Мерджанов (1891 – 1959), български общественик, касиер на Дебърското благотворително братство.[41]
- Петър Иванов, македоно-одрински опълченец, 3 рота на 1 дебърска дружина[42]
- Симеон Кузманов (1888 – ?), македоно-одрински опълченец, зидар, 1 дебърска дружина[43]
- Слави А. Марков (Славе, 1893 – ?), македоно-одрински опълченец, суваджия, 1 рота на 10 прилепска дружина[44]
- Спиро Йосифов (1882 – ?), македоно-одрински опълченец, зидар, 3 рота на 1 дебърска дружина[45]
- Спиро Карамфилов (Каранфилов, 1887 – ?), македоно-одрински опълченец, студент, Нестроева рота на 6 охридска дружина, щаб на 1 дебърска дружина, 1 рота на 9 велешка дружина[46]
- Спиро Михайлов Македонски (1855 – 1944), български иконописец, баща на Стефан Македонски[47]
- Стоян Давидов (1888 – ?), македоно-одрински опълченец, 3 рота на 1 дебърска дружина[48]
- Стоян Мирчев, македоно-одрински опълченец, зидар, 3 рота на 1 дебърска дружина, ранен[49]
- Страшимир Филипов (Страше, 1888 – 1962), македоно-одрински опълченец, столар, 3 рота на 1 дебърска дружина, носител на кръст „За храброст“ IV степен,[50] починал в София[51]
- Таси Хаджийски (1888 – ?), македоно-одрински опълченец, кръчмар, 3 рота на 7 кумановска дружина[21]
- Теофил Зафиров (1884 – ?), македоно-одрински опълченец, зидар, 3 рота на 1 дебърска дружина[52]
- Тодор Божинов (1877 – ?), македоно-одрински опълченец, зидар, 3 рота на 1 дебърска дружина[53]
- Търпе Ив. Радевски (Ирадевски, 1872 – ?), македоно-одрински опълченец, предприемач, 3 рота на 1 дебърска дружина, Интендантска рота[54]
- Христо Вълчев (1867 – ?), македоно-одрински опълченец, дюлгер, Нестроева рота на 1 дебърска дружина[55]
- Щерьо Михайлов Цигудески (1856 – 1911), български революционер, опълченец, роден в Горно или Долно Кърчища

Други
- Стефан Македонски, основоположник на българската опера, по произход от Кърчища